# Pfarrkirche Krakaudorf

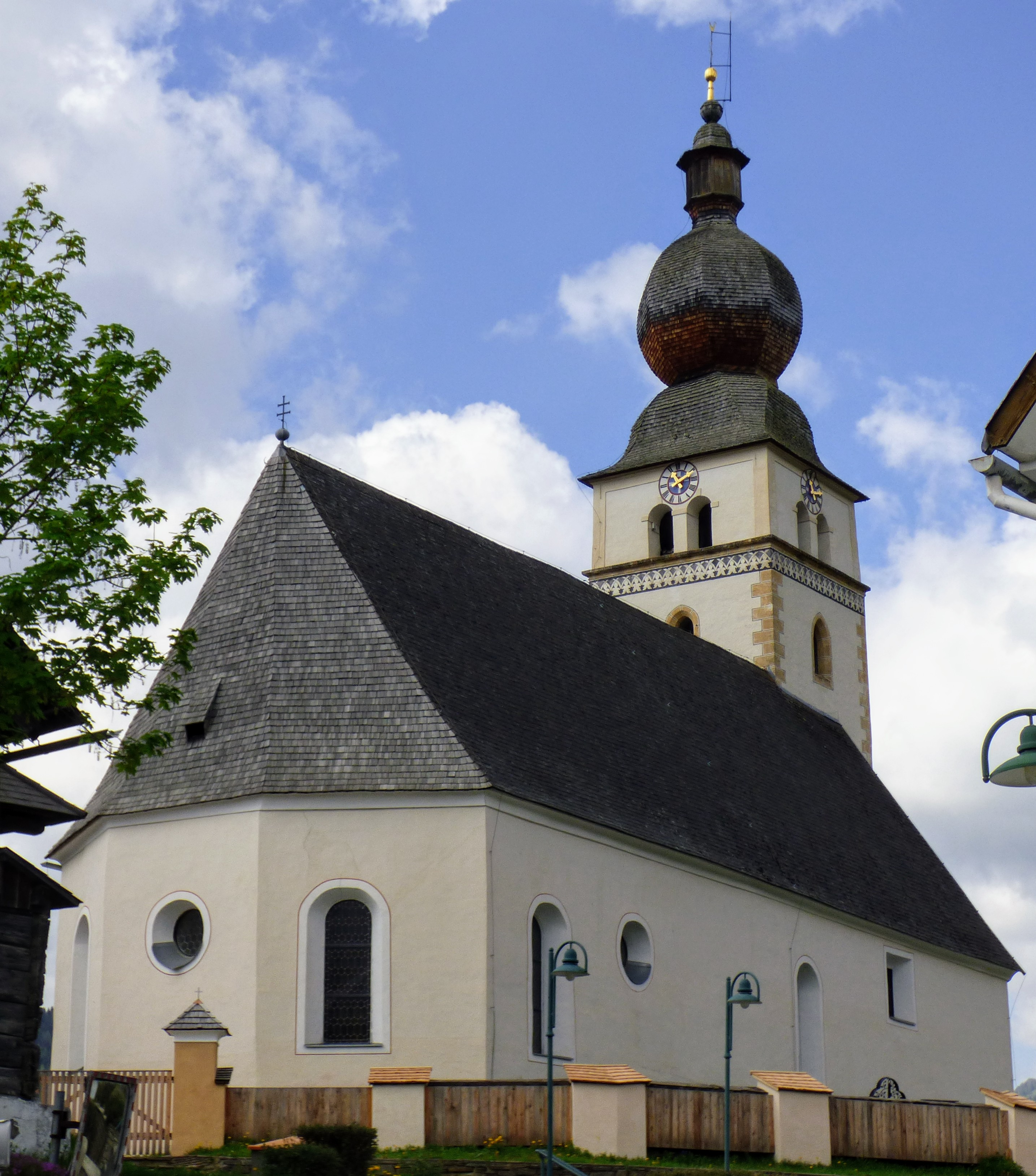
Katholische Pfarrkirche hl. Oswald in Krakaudorf

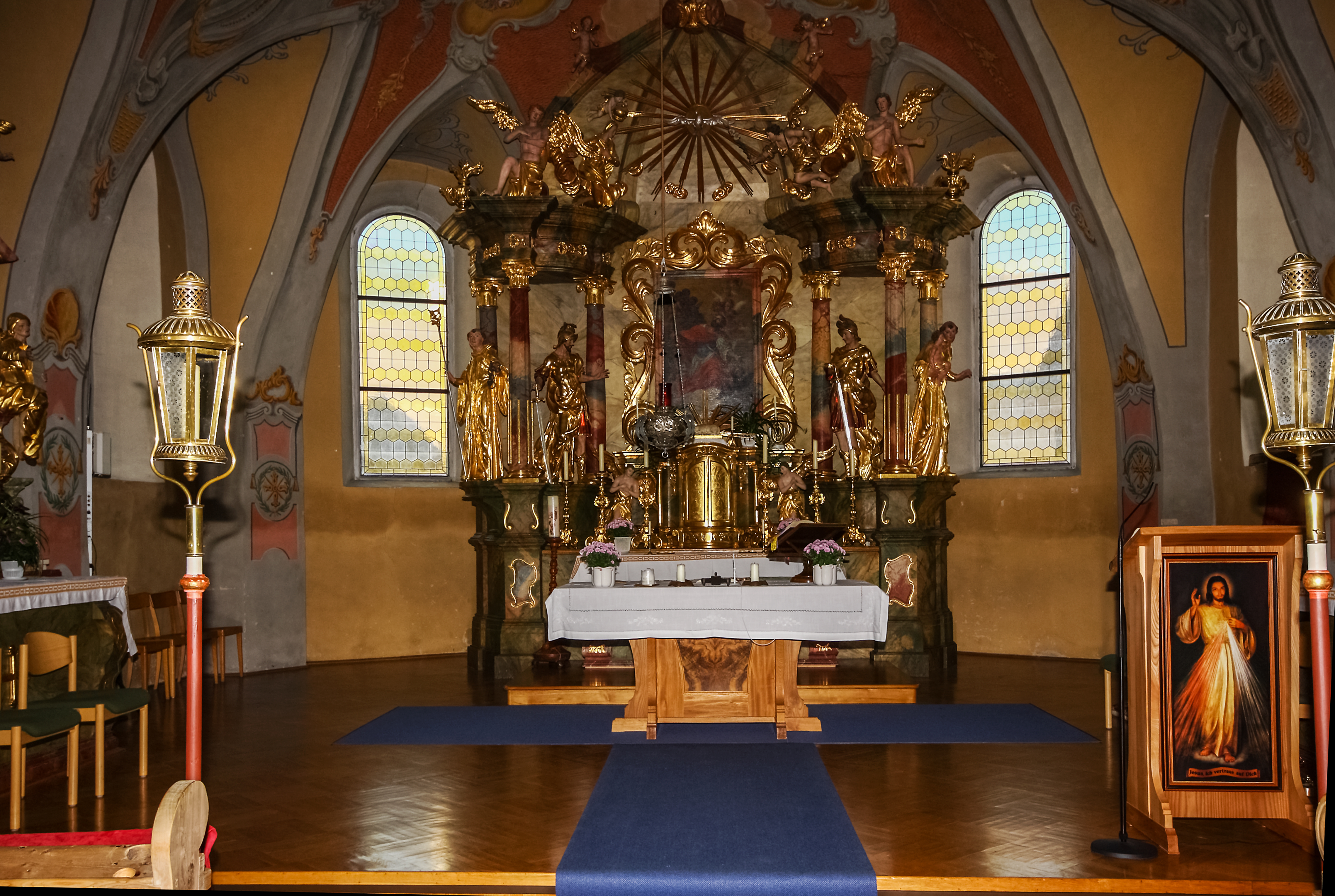
Der Chor mit dem Hochaltar

Die Pfarrkirche Krakaudorf steht in erhöhter Lage am westlichen Ortsausgang von Krakaudorf in der Gemeinde Krakau im Bezirk Murau in der Steiermark. Die dem heiligen Oswald geweihte römisch-katholische Pfarrkirche gehört zum Dekanat Murau in der Diözese Graz-Seckau. Die Kirche und der Friedhof stehen unter Denkmalschutz (Listeneintrag).

## Geschichte
Urkundlich wurde 1234 eine Kirche genannt. Die Kirche wurde im 15. Jahrhundert erweitert. Die Holzkassettendecke wurde 1534 von Georg von Liechtenstein gestiftet. Von 1759 bis 1764 erfolgte ein Umbau des Chores durch den Maurer Franz Jager. Von 1766 bis 1777 wurde der Turm erhöht. 1937 und 1968 wurde die Kirche innen restauriert.

## Architektur
Das im Kern romanische Langhaus zeigt eine Holzkassettendecke mit 120 Feldern mit einem Rosettenmuster und einem seitenverkehrten Wappen der Liechtenstein aus 1534. Der Fronbogen ist rundbogig und zeigt ein Chronogramm 1793. Der zum Langhaus gleich breite zweijochige Chor mit einem Fünfachtelschluss ist mit einer Stichkappentonne gewölbt. Alle Fenster sind barock. Die dreiachsige barocke Westempore auf Pfeilern und Stuckfeldern hat einen vorspringenden Mittelteil. Der gotische zweieinhalbgeschoßige Turm ist in die Südwestecke des Langhauses eingestellt und trägt eine barocke Haube mit Zwiebel und Laterne. Die Turmkapelle hl. Josef im Erdgeschoß hat ein Sternrippengewölbe und ist zum Langhaus mit einer Spitzbogen geöffnet. Im Tympanonfeld ist ein Fresko mit Engel gemalt von Erich Hönig 1937. Die Sakristei steht südlich am Chor.
Der ganze Chor zeigt Fresken mit Szenen aus dem Leben des hl. Oswald und zeigt im Chorschluss die Signatur Joh. Löderwasch Maller zu Murau 1793.

## Ausstattung
Den Hochaltar aus 1776 baute der Tischler Paul Scheuch. Die Statuen schuf 1777/1778 Johann Reiter. Das Hochaltarbild hl. Oswald samt Rahmen ist aus dem ersten Drittel des 18. Jahrhunderts und wurde aus Maria Pöllauberg hierher übertragen, es ersetzt das Altarblatt von Johann Lederwasch 1803, welches 1967 verbrannte.
Den linken Seitenaltar hl. Maria schuf Johann Georg Pult wohl 1773. Der rechte Seitenaltar hl. Johann Nepomuk mit einem Aufbau aus 1657 zeigt ein Altarblatt nach der Mitte des 18. Jahrhunderts. Der Altar in der Turmkapelle um 1700 wurde 1937 aus Strallegg hierher übertragen.
Ein großes Bild Beweinung Christi malte Johann Michael Hausstätter.
Das barocke Orgelprospekt ist aus dem letzten Drittel des 18. Jahrhunderts, die Orgel aus 2008 wurde von Walter Vonbank gebaut.